# Szarm el-Szejk (zatoka)
Szarm el-Szejk (arab. شرم الشيخ, trl. Sharm ash-Shaykh, trb. Szarm asz-Szajch) – mała zatoka Morza Czerwonego w  kurorcie Szarm el-Szejk w południowej części półwyspu Synaj w muhafazie Synaj Południowy w Egipcie. Znajduje się tam niewielki port i przystań turystyczna, z których wypływają łodzie do miejsc nurkowych na rafie koralowej. W pobliżu zatoki znajduje się "Hyperbaric Medical Centre".